# Wildest Dreams (chanson de Taylor Swift)
Pour les articles homonymes, voir Wildest Dreams.
Singles de Taylor Swift
Bad Blood
(2015) Out of the Woods
(2016)
Wildest Dreams est le cinquième single de l'album de Taylor Swift, 1989.

## Clip vidéo
L'histoire commence dans la savane, dans laquelle un studio de cinéma est installé. Les deux protagonistes sont Taylor, qui est une actrice, et un charmant garçon (Scott Eastwood), qui est un acteur. Au début, Taylor se fait maquiller puis elle va tourner une scène où elle embrasse le jeune homme. Après, ont lieu des scènes d’amour entre eux dans la savane avec les animaux. Taylor porte une longue robe jaune, écho au refrain. On la retrouve dans un lit avec son amant en train de s'embrasser. Par la suite, Taylor tourne une autre scène. Elle prend ensuite l’avion avec le garçon. Le tournage se poursuit. Avant le refrain final, la chanteuse est avec des animaux comme des lions ou des éléphants. Il y a des éclairs dans le ciel.
Ensuite, la chanteuse et l'homme arrive au cinéma lors d’une soirée pluvieuse pour regarder la première du film que les deux personnages ont tourné. Taylor remarque alors que l'homme était déjà fiancé. Le visionnage du film commence, mais avant la fin du film, Taylor quitte en limousine et en larmes le cinéma. Le garçon court pour la rejoindre sans y parvenir.